# Kunbaracs
Kunbaracs este un sat în districtul Kecskemét, județul Bács-Kiskun, Ungaria, având o populație de 633 de locuitori (2011). 

## Demografie
Componența etnică a satului Kunbaracs
     Maghiari (97,85%)
     Necunoscut (0,5%)
     Alții (1,65%)
Componența confesională a satului Kunbaracs
     Romano-catolici (63,19%)
     Fără religie (10,9%)
     Reformați (8,37%)
     Luterani (1,11%)
     Necunoscută (15,96%)
     Atei (0,47%)
     Alte religii (0,63%)
Conform recensământului din 2011, satul Kunbaracs avea 633 de locuitori. Din punct de vedere etnic, majoritatea locuitorilor (97,85%) erau maghiari. Apartenența etnică nu este cunoscută în cazul a 0,5% din locuitori.  Din punct de vedere confesional, majoritatea locuitorilor (63,19%) erau romano-catolici, existând și minorități de persoane fără religie (10,9%), reformați (8,37%) și luterani (1,11%). Pentru 15,96% din locuitori nu este cunoscută apartenența confesională.